# Megalomyrmex silvestrii
Megalomyrmex silvestrii is een mierensoort uit de onderfamilie van de Myrmicinae. De wetenschappelijke naam van de soort is voor het eerst geldig gepubliceerd in 1909 door Wheeler, W.M..